# Schulzia prostrata
Schulzia prostrata là một loài thực vật có hoa trong họ Hoa tán. Loài này được Pimenov & Kljuykov miêu tả khoa học đầu tiên năm 1990.